# Arthropeas semifusca
Arthropeas semifusca är en tvåvingeart som beskrevs av Malloch 1932. Arthropeas semifusca ingår i släktet Arthropeas och familjen vedflugor.
Artens utbredningsområde är Sichuan (Kina). Inga underarter finns listade.